# Ready-made
Il termine ready-made è un anglismo traducibile come già fatto, confezionato, prefabbricato, pronto all'uso. In Italiano si riferisce esclusivamente ad un oggetto disponibile sul mercato del quale un artista si appropria così com'è, ma privandolo della sua funzione utilitaristica. Aggiunge un titolo, una data, a volte un'iscrizione e opera su di esso una manipolazione (capovolgimento, sospensione, fissazione sul terreno o sul muro, ecc.). Quindi lo presenta in una mostra d'arte, in cui viene conferito all'oggetto lo status di opera d'arte.

## Storia e significato del termine

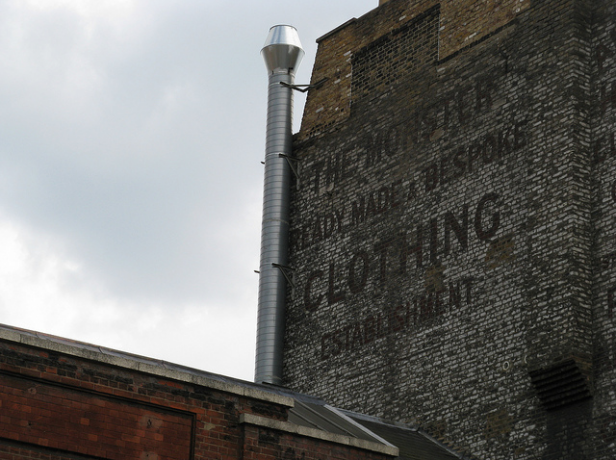
Murales pubblicitario di un negozio di vestiti ready made e su misura (fine Ottocento e inizi Novecento, Londra).

Il vocabolo è attestato in uso in lingua inglese già dalla prima metà del XIV secolo.
Nell'inglese contemporaneo è usato come aggettivo in relazione:
- a prodotti (specialmente come vestiti e tendaggio, per i vestiti cfr. anche ready-to-wear[5]) di formato standardizzato, anziché in seguito a ordinazione.
- a qualcosa disponibile subito, che non necessita di essere appositamente creato o inventato
- a cibo pronto per essere servito senza ulteriore preparazione (cfr. ready meal[6])

come nome in relazione:
- a un articolo "ready-made", es.: adesso fuma ready-mades (sigarette comprate già fatte)
- specialmente nel Dadaismo, a un articolo prodotto in serie scelto da un artista e da lui categorizzato come opera d'arte. Si differenzia dall'objet trouvé («oggetto trovato») poiché, invece di essere scelto per le sue caratteristiche estetiche, è scelto con un giudizio espresso nella "totale assenza di buono o cattivo gusto".[7][8][9]

## Il ready-made nell'arte
Dal 1913 il termine fu usato in ambito artistico per categorizzare un oggetto comune prefabbricato isolato dal suo contesto funzionale, defunzionalizzato e rifunzionalizzato tramite il solo atto di selezione di un artista ad opera d'arte («[...] elevato allo status di arte [...]», per Thierry De Duve è un oggetto industriale privo di connessioni con la tradizione artigianale rifunzionalizzato come "puro Simbolo").
In base alla lettura "nominalista" di Thierry De Duve, il ready-made è "un'opera d'arte che si identifica nell'enunciato 'Questo è arte'. Perché questo enunciato possa compiersi è necessaria la presenza di quattro elementi: un oggetto che ne costituisca il referente, un soggetto che la pronunci, un pubblico che la recepisca e la faccia propria, un'istituzione che accolga e registri l'oggetto a proposito del quale quell'enunciato è stato proferito". Da tale prospettiva, pertanto, il ready-made influisce sul concetto stesso di opera d'arte, sul concetto di autorialità, sulle modalità di fruizione dell'opera e sul rapporto con le istituzioni che la legittimano.
Questi oggetti per lo più appartenenti alla realtà quotidiana sono lontani dal sentimentalismo e dall'affezione e possono essere modificati (in questo caso si parla di ready-made rettificato) o meno. Il ready-made è quindi un comune manufatto di uso quotidiano (un attaccapanni, uno scolabottiglie, un orinatoio, ecc.) che assurge ad opera d'arte una volta prelevato dall'artista e posto così com'è in una situazione diversa da quella di utilizzo, che gli sarebbe propria (in questo caso un museo o una galleria d'arte). Il valore aggiunto dell'artista è l'operazione di scelta, o anche di individuazione casuale dell'oggetto, di acquisizione e di isolamento dell'oggetto.
Ciò che a quel punto rende l'oggetto comune e banale (si pensi alla latrina capovolta che Duchamp intitolerà "Fontana") un'opera d'arte, è il riconoscimento da parte del pubblico del ruolo dell'artista. L'idea di conferire dignità ad oggetti comuni fu inizialmente un forte colpo nei confronti della distinzione tradizionale, comunemente accettata e radicata, tra ciò che poteva definirsi arte e ciò che non lo era. Nonostante ai nostri tempi questa pratica sia ampiamente accettata dalla comunità artistica, continua a destare l'ostilità dei media e del pubblico.

### Origine: i ready-made di Marcel Duchamp

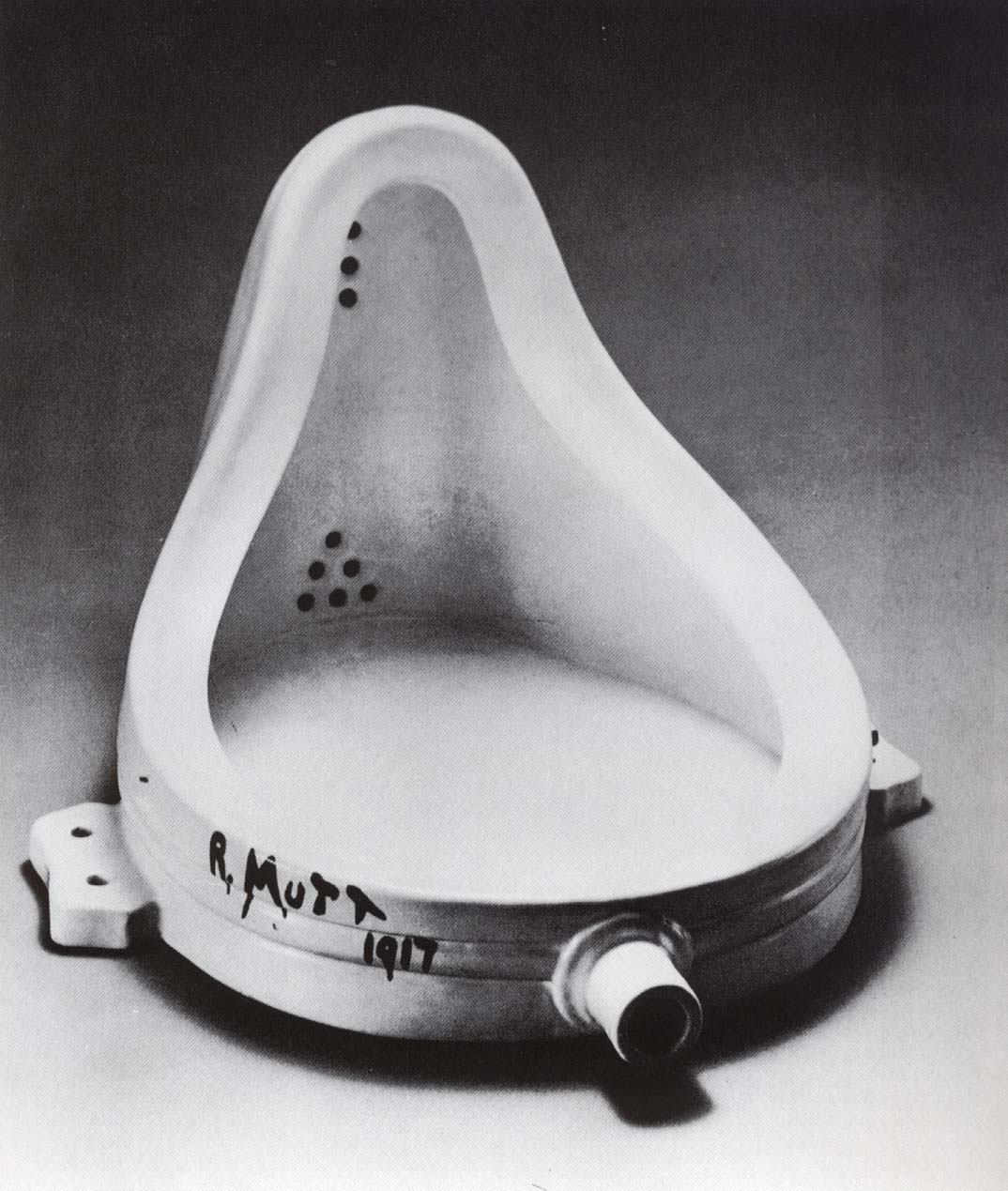
Fontana, uno dei più famosi ready-made di Marcel Duchamp

Duchamp utilizzò per primo in ambito artistico il termine ready-made nel 1913 in relazione alla sua opera Bicycle Wheel (categorizzabile come ready-made rettificato, in quanto si tratta di una ruota di bicicletta imperniata su di uno sgabello tramite le forcelle del telaio). Il primo ready-made puro è Bottle Rack ("Lo scolabottiglie", del 1914), semplicemente firmato. L'originale dello scolabottiglie non esiste più. Esso fu semplicemente buttato via dalla sorella di Duchamp (alla quale lui regalò nel 1914 il Readymade Infelice — Unhappy Readymade —) mentre questi, nel 1915, era negli Stati Uniti ed ella aveva compiuto una "pulizia generale" dello studio del fratello. Ma lo stesso Duchamp lo sostituì poi con un altro esemplare.
Nonostante i ready-made siano carichi di una forte componente ludica ed ironica, molti critici non escludono che Duchamp, fortemente interessato all'alchimia, abbia inserito nelle sue opere simboli tipicamente alchemici. Un esempio sarebbe dato da Lo scolabottiglie che richiamerebbe il simbolo dell'albero. Un secondo esempio sarebbe dato da Fontana che simboleggerebbe l'utero femminile e non a caso Duchamp l'avrebbe firmata con lo pseudonimo "R.Mutt", che traslitterato evoca fonicamente il sostantivo tedesco "Mutt(e)R" ossia Madre; altri ritengono più conducente una simile ipotesi riferita, però, al francese "muter" che significa "mutare", cambiare, defunzionalizzare e rifunzionalizzare appunto.

### Sviluppi
Questa tecnica fu ben presto accolta e sviluppata da altri artisti dadaisti, tra i quali Man Ray e Francis Picabia, che la combinò con l'arte pittorica tradizionale, applicando dei ciuffi di criniera animale su un dipinto per rappresentare i capelli. Importante opera di Man Ray è il "regalo", un ferro da stiro con 14 chiodi che sporgono dalla piastra, rendendolo inutilizzabile; era stato dato un nuovo ruolo a questo oggetto, cioè quello di "ridurre un abito in brandelli".